# 朱美塎
臨泉莊簡王朱美塎（1420年—1447年），明朝晉藩第一代臨泉王，晉定王朱濟熺的庶第六子。

## 生平
洪熙元年（1425年）十二月，獲賜名美塎，封鎮國將軍。正統二年（1437年）八月，進封臨泉王。
正統十一年（1446年），禮部尚書胡濙等人奏稱，朱美塎因缺人而收買了陳聚等六名淨身者，本府教授阿諛順從，於理不當，請移文山西按察司治罪。明英宗命治教授之罪，但准許淨身者供朱美塎使用。
正統十二年（1447年）九月，朱美塎去世，享年二十八歲，諡號莊簡。五年後，庶長子朱鍾鏶襲爵。

## 家庭

### 妾
- 耿氏，生朱鍾鏶[6]

### 子
- 庶長子：臨泉悼昭王朱鍾鏶
- 庶第二子：鎮國將軍朱鍾𨨣[7]

### 女
- 弘化縣主，仪宾崔钊[8]
- 靈山縣主，仪宾江浩[9]